# گورستان قره داغ
گورستان قره داغ مربوط به دوره اشکانیان است و در شهرستان نمین، بخش مرکزی، روستای سرخانلو واقع شده و این اثر در تاریخ ۱۰ خرداد ۱۳۸۲ با شمارهٔ ثبت ۸۷۷۸ به‌عنوان یکی از آثار ملی ایران به ثبت رسیده است.